# NGC 1151
NGC 1151 је елиптична галаксија у сазвежђу Еридан која се налази на NGC листи објеката дубоког неба.
Деклинација објекта је - 15° 0' 48" а ректасцензија 2h 57m 4,6s. Привидна величина (магнитуда) објекта NGC 1151 износи 15,0 а фотографска магнитуда 16,0. NGC 1151 је још познат и под ознакама NPM1G -15.0157, PGC 11147.